# Jabal Hafit
Jabal Ḩafīt är ett berg på gränsen mellan Förenade arabemiraten och Oman. Det ligger 150 km öster om Förenade arabemiratens huvudstad Abu Dhabi. 

## Turism
Området har ett berömt turistcenter på toppen av berget med en bred vy över hela området, ett hotell från kedjan Mercure, en radarstation samt ett palats. Vid foten av Jabal Hafit finns Green Mubazarrah, en välutvecklad turistattraktion. Vid Green Mubazarrah forsar varmvattenkällor fram i små strömmar och bildar en insjö. Simbassänger och jacuzzis är utspridda över hela Green Mubazarrah. Jabal Hafit inhyser även ett brett urval av djur, däribland fladdermöss, rävar och ormar.